# スーパースター・リブラ
スーパースター・リブラ（Superstar Libra）は、マレーシアのスタークルーズが運航しているクルーズ客船。

## 船歴
ノルウェージャン・クルーズラインにより、シーウォード（Seaward）として1988年より就航した。1997年にはノルウェージャン・シー（Norwegian Sea）と改名、2005年にスタークルーズに移籍するまで運航された。
スタークルーズにより、スーパースター・リブラ（SuperStar Libra）と命名された本船は、2006年夏には地中海、エーゲ海、アドリア海でクルーズを行った。9月にはムンバイへ移動し、2007年から翌年にかけては基隆を拠点とした。2007年11月から2008年3月は、香港から中国・台湾・ベトナムに向かう2泊から7泊のクルーズに用いられた。2008年11月から2009年1月まではシンガポールに移動し、その後改修作業に入った。
改修を終えた2009年5月27日には基隆から石垣島、沖縄への1泊から3泊に及ぶクルーズを開始し、これは10月まで続いた。11月にはシンガポールから、クアラルンプール、ペナン島、ランカウイ島への3泊のクルーズと、クアラルンプールとプーケット島への4泊のクルーズを12月末まで運航した。その後、クラン港で改修作業に入った。
2010年4月、ドック入りしたスーパースター・アクエリアスに代わって香港から南シナ海への1泊クルーズに用いられた。5月から10月にかけては、日本及び台湾へのクルーズを行った。11月から12月までは、シンガポールから、タイ、マレーシアへのクルーズを行った。2011年から2012年にかけては、ペナン島からの1泊から3泊のクルーズを行い、その内容はプーケットかクラビを目的地とするものと、洋上の周遊クルーズであった。
2013年には改修が行われる見込みである。

## 構造
10層のデッキを有し、客室は732室。
- 1層：医務室
- 2層：客室（オーシャンビューステート、インサイドステート）
- 3層：客室（オーシャンビューステート、インサイドステート）、プレイルーム（子供用）
- 4層：客室（オーシャンビューステート、インサイドステート）、レストラン、美容室、受付
- 5層：売店、ラウンジ、バー、インターネットカフェ、ナイトクラブ、ゲームセンター
- 6層：客室（エグゼクティブスイート、デラックスオーシャンビューステート、オーシャンビューステート、インサイドステート）、ジョギングトラック
- 7層：客室（エグゼクティブスイート、デラックスオーシャンビューステート、オーシャンビューステート）
- 8層：客室（ジュニアスイート、デラックスオーシャンビューステート、オーシャンビューステート）、ディスコ
- 9層：プール、レストラン、バー
- 10層：レストラン、バー、フィットネス

## ギャラリー

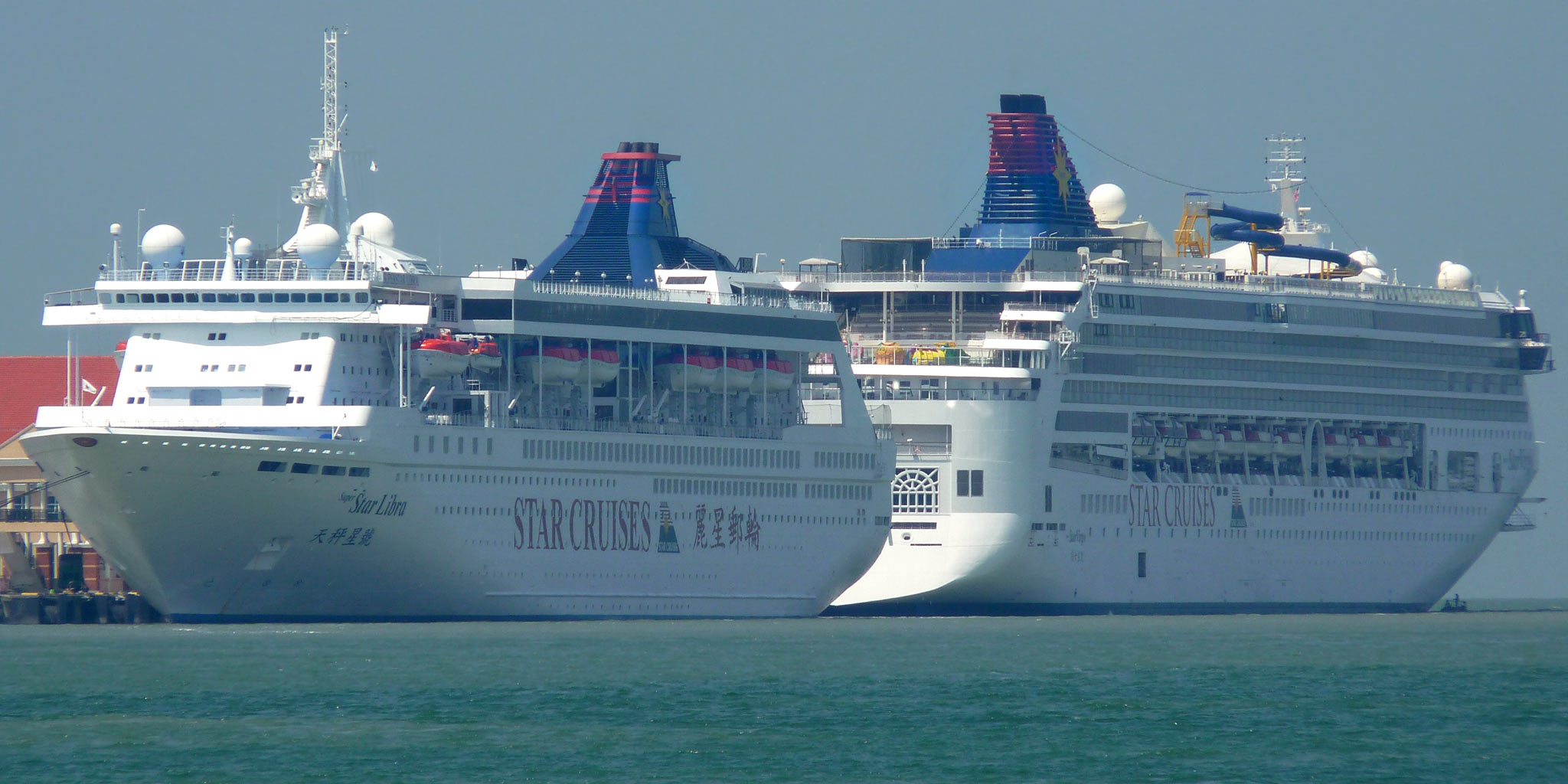
スタークルーズのスーパースター・リブラ（左）とスーパースター・ヴァーゴ（右）、ペナンにて。

### 船内設備
- レストラン
  - マリナーズビュッフェ(ビュッフェ)
  - オーシャンパレス(中華・ファミリー)
  - フォーシーズンズ(西洋料理)
  - タイパン (中華料理)
  - ブルーラグーン (東南アジア屋台料理)
- バー
  - ココナッツウィリー
  - プールバー
  - リックティ・スピリット
- フィットネス
  - プール
  - ジャグジー
- エンターテイメント
  - カラオケ
  - ディスコ
  - ショーラウンジ
- ショッピング・アーケード
- フォトギャラリー
- インターネットカフェ
- 美容室
- プレイルーム・託児所
- ゲームセンター

### 客室
- スイート
  - エグゼクティブスイート
  - ジュニアスイート
- 一般
  - デラックスオーシャンビューステート
  - オーシャンビューステート
  - インサイドステート